# Алые ужи
Алые ужи (лат. Cemophora) — род змей из семейства ужеобразных, обитающий в Северной Америке на территории США. Включает 2 вида, ранее считавшихся подвидами одного вида.

## Описание
Небольшие змеи, длина Cemophora coccinea обычно не превышает 50, а Cemophora lineri 66 см. Тело стройное, с гладкой чешуёй. Окраска ярко-красная или оранжевая, брюхо жёлто-оранжевое, белое или серое.

## Ареал
Cemophora coccinea распространён в юго-восточной части США, от Южной Каролины до Флориды и на запад до Техаса. Cemophora lineri встречается на юге Техаса. Их ареалы не пересекаются.

## Виды
- Алый уж (Cemophora coccinea) (Blumenbach, 1788)
  - Cemophora coccinea coccinea (Blumenbach, 1788)
  - Cemophora coccinea copei Jan, 1863
- Cemophora lineri (K.L. Williams, B.C. Brown, & Wilson, 1966)